# Persone di nome Gastón
| Questa pagina contiene informazioni ricavate automaticamente dalle voci biografiche con l'ausilio del template Bio e di un bot. L'aggiornamento è periodico e automatico e ricostruisce completamente la pagina. Se manca una persona in questa lista, sei pregato di non aggiungerla, ma accertati piuttosto che la sua voce biografica contenga il template Bio e che i dati anagrafici siano correttamente compilati. Se il template Bio manca, inseriscilo tu stesso o, in alternativa, metti l'avviso {{tmp\|Bio}} che ne segnala la mancanza. Se i dati riportati sono sbagliati, correggi direttamente la voce biografica; le modifiche saranno visibili in questa lista entro pochi giorni. Per chiarimenti vedi il progetto antroponimi. La lista contiene solo le 64 persone che sono citate nell'enciclopedia e per le quali è stato implementato correttamente il template Bio. Pagina aggiornata al 16 ott 2024. |

Questa è una lista di persone presenti nell'enciclopedia che hanno il prenome Gastón, suddivise per attività principale.

## Allenatori di calcio(1)
- Gastón Esmerado, allenatore di calcio e ex calciatore argentino (Lomas de Zamora, n. 1978)

## Allenatori di tennis(1)
- Gastón Gaudio, allenatore di tennis e ex tennista argentino (Buenos Aires, n. 1978)

## Architetti(1)
- Gastón Mallet, architetto francese (Mennecy, n. 1875 - † 1964)

## Attori(2)
- Gastón Dalmau, attore e cantante argentino (Coronel Suárez, n. 1983)
- Gastón Soffritti, attore argentino (Buenos Aires, n. 1991)

## Calciatori(50)
- Gastón Aguirre, ex calciatore argentino (Adrogué, n. 1981)
- Gastón Alvite, calciatore uruguaiano (Maldonado, n. 1996)
- Gastón Benavídez, calciatore argentino (Morteros, n. 1995)
- Gastón Benedetti, calciatore argentino (Larroque, n. 2001)
- Gastón Bojanich, calciatore argentino (Buenos Aires, n. 1985)
- Gastón Brugman, calciatore uruguaiano (Rosario, n. 1992)
- Gastón Bueno, calciatore uruguaiano (Montevideo, n. 1985)
- Gastón Campi, calciatore argentino (Lanús, n. 1991)
- Gastón Cellerino, calciatore argentino (Viedma, n. 1986)
- Gastón Comas, calciatore argentino (Paraná, n. 1998)
- Claudio Corvalán, calciatore argentino (Quilmes, n. 1989)
- Gastón Faber, calciatore uruguaiano (Montevideo, n. 1996)
- Gastón Fernández, ex calciatore argentino (Lanús, n. 1983)
- Gastón Filgueira, ex calciatore uruguaiano (Montevideo, n. 1986)
- Gastón Gil Romero, calciatore argentino (General Roca, n. 1993)
- Gastón Giménez, calciatore argentino (Formosa, n. 1991)
- Gastón González, calciatore argentino (Lanús, n. 1988)
- Gastón González, calciatore argentino (Santa Fe, n. 2001)
- Gastón Gorrostorrazo, calciatore uruguaiano (Montevideo, n. 1998)
- Gastón Guruceaga, calciatore uruguaiano (Artigas, n. 1995)
- Gastón Gómez, calciatore argentino (Mar del Plata, n. 1996)
- Agustín Heredia, calciatore argentino (Mendiolaza, n. 1997)
- Gastón Hernández, calciatore argentino (San Rafael, n. 1998)
- Gastón Lezcano, calciatore argentino (San Nicolás de los Arroyos, n. 1986)
- Gastón Liendo, ex calciatore argentino (Rosario, n. 1974)
- Gastón Lodico, calciatore argentino (n. 1998)
- Gastón Losa, ex calciatore argentino (La Plata, n. 1977)
- Gastón Machín, ex calciatore argentino (Del Viso, n. 1983)
- Gastón Martirena, calciatore uruguaiano (Montevideo, n. 2000)
- Gastón Olveira, calciatore uruguaiano (Montevideo, n. 1993)
- Gastón Pagano, ex calciatore uruguaiano (Montevideo, n. 1988)
- Gastón Pereiro, calciatore uruguaiano (Montevideo, n. 1995)
- Gastón Poncet, calciatore uruguaiano (Cardona, n. 1991)
- Gastón Pérez, calciatore uruguaiano (San Gregorio de Polanco, n. 1999)
- Gastón Ramírez, calciatore uruguaiano (Fray Bentos, n. 1990)
- Nicolás Reniero, calciatore argentino (Villa del Rosario, n. 1995)
- Gastón Rodríguez Maeso, calciatore uruguaiano (Montevideo, n. 1992)
- Gastón Roselló, calciatore uruguaiano (Montevideo, n. 1997)
- Gastón Sangoy, ex calciatore argentino (Paraná, n. 1984)
- Gastón Sauro, calciatore argentino (Rosario, n. 1990)
- Gastón Sessa, ex calciatore argentino (La Plata, n. 1973)
- Gastón Silva, calciatore uruguaiano (Salto, n. 1994)
- Gastón Suso, calciatore argentino (Arrufó, n. 1991)
- Gastón Taborga, ex calciatore boliviano (Cochabamba, n. 1960)
- Gastón Togni, calciatore argentino (Coronel Granada, n. 1997)
- Gastón Turus, ex calciatore argentino (Colonia Caroya, n. 1980)
- Gastón Verón, calciatore argentino (Puerto Vilelas, n. 2001)
- Gastón Vitancurt, calciatore uruguaiano (Pan de Azúcar, n. 1997)
- Gastón Álvarez Suárez, calciatore argentino (Córdoba, n. 1993)
- Gastón Ávila, calciatore argentino (Rosario, n. 2001)

## Cestisti(3)
- Gastón García, cestista argentino (Reconquista, n. 1998)
- Gastón Páez, ex cestista uruguaiano (Montevideo, n. 1979)
- Gastón Whelan, cestista argentino (Córdoba, n. 1994)

## Nobili(2)
- Gastón de Peralta, nobile spagnolo (Paul, n. 1510 - Valladolid, † 1587)
- Gastón de Moncada y Gralla, nobile, politico e diplomatico spagnolo (Barcellona, n. 1554 - Saragozza, † 1626)

## Piloti automobilistici(1)
- Gastón Mazzacane, pilota automobilistico argentino (La Plata, n. 1975)

## Rugbisti a 15(1)
- Gastón de Robertis, rugbista a 15 argentino (Buenos Aires, n. 1980)

## Scrittori(1)
- Gastón Salvatore, scrittore e drammaturgo cileno (Valparaíso, n. 1941 - Venezia, † 2015)

## Tennisti(1)
- Gastón Etlis, ex tennista argentino (Buenos Aires, n. 1974)